# Yasuhiro Nakasone
Yasuhiro Nakasone (jap. 中曽根 康弘 Nakasone Yasuhiro; ur. 27 maja 1918 w Takasaki, w prefekturze Gunma, zm. 29 listopada 2019 w Tokio) – japoński polityk, działacz Partii Liberalno-Demokratycznej (PLD), premier w latach 1982–1987.

## Życiorys
Studiował prawo na Tokijskim Uniwersytecie Cesarskim. Od 1941 pracował w Ministerstwie Spraw Wewnętrznych, następnie służył w marynarce wojennej. Po wojnie przez krótki czas był oficerem policji.
Od momentu powstania PLD (1955) działacz tej partii, w latach 1947–2003 zasiadał w parlamencie. Pełnił funkcje w kierownictwie partii (1971–1972 przewodniczący Rady Wykonawczej, 1974–1976 sekretarz generalny) oraz w rządzie. W 1959 był dyrektorem Urzędu ds. Nauki i Techniki, w latach 1967–1968 ministrem komunikacji, 1970–1971 dyrektorem generalnym Urzędu ds. Obrony, 1972–1974 ministrem handlu zagranicznego i przemysłu, 1980–1982 dyrektorem generalnym Urzędu ds. Zarządzania i Administracji.

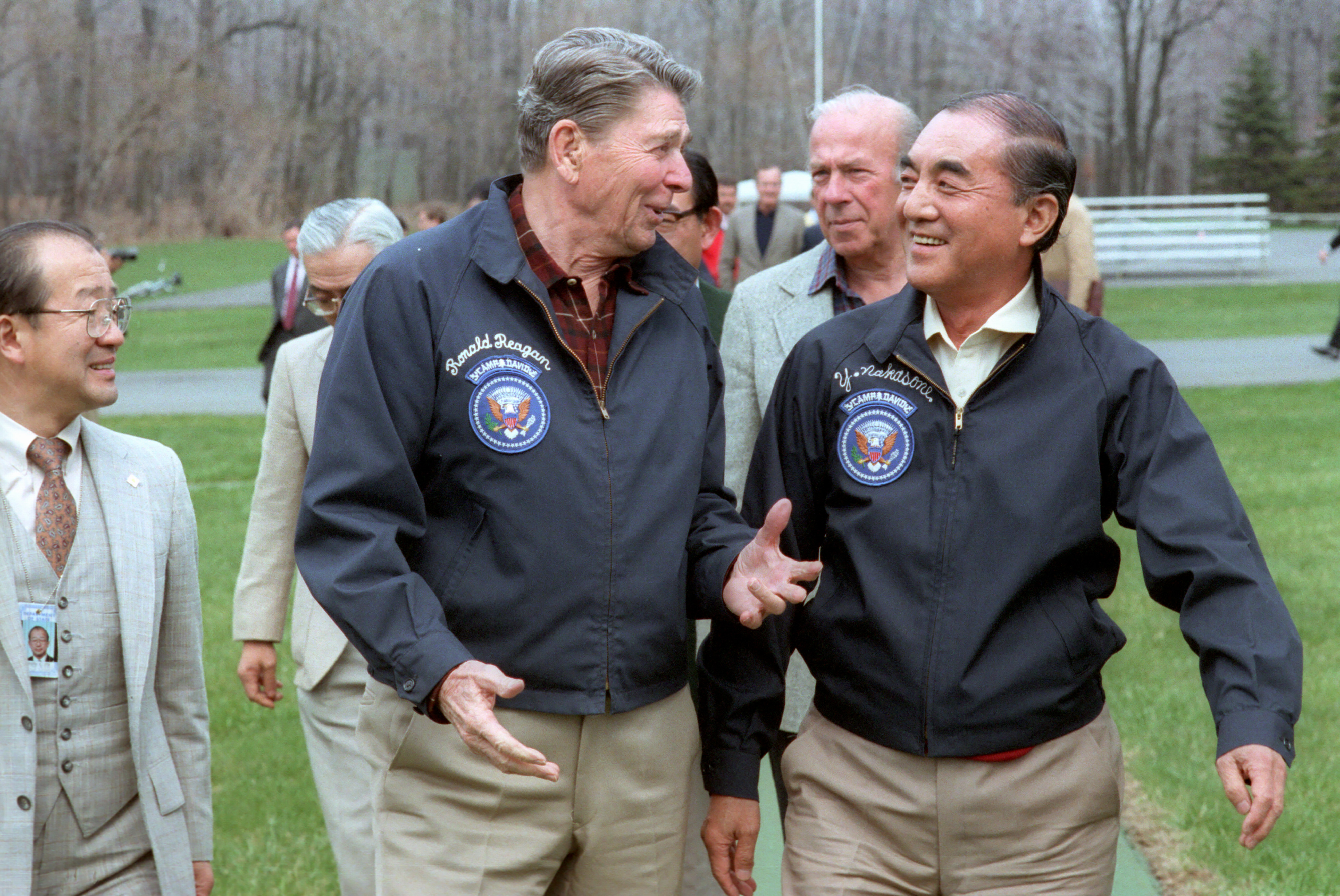
Yasuhiro Nakasone i Ronald Reagan (Camp David, 1986)

W listopadzie 1982 został przywódcą PLD i premierem Japonii. Znany był jako rzecznik zbliżenia japońsko-amerykańskiego, miał dobre kontakty z Ronaldem Reaganem.
Opowiadał się za prywatyzacją. Miał opinię nacjonalisty. Jako pierwszy premier japoński odwiedził chram Yasukuni (miejsce ku czci pamięci japońskich bohaterów wojennych, do grona których zaliczono też niektórych zbrodniarzy wojennych, straconych w 1948 na mocy wyroku Międzynarodowego Trybunału Wojskowego dla Dalekiego Wschodu).
W 1987 został zastąpiony na stanowisku szefa partii i rządu przez Noboru Takeshitę. Syn Nakasone, Hirofumi (ur. 1945), pełnił funkcję ministra edukacji w gabinecie Yoshirō Moriego.